# Horace Plunkett
Horace Plunket (24 octobre 1854 - 26 mars 1932) est un homme politique anglo-irlandais et unioniste. Il a notamment été membre du parlement britannique.